# بردلی سیندن
بردلی جان سیندن (انگلیسی: Bradly John Sinden؛ متولد ۱۹ سپتامبر ۱۹۹۸) یک تکواندوکار بریتانیایی است که در مسابقات قهرمانی تکواندو جهان ۲۰۱۷ مدال برنز را از آن خود کرد. سیندن با کسب مدال طلا در مسابقات قهرمانی تکواندو جهان ۲۰۱۹ عنوان اولین قهرمان تکواندوی مرد انگلیس را نیز بدست آورد.